# سيمون فرازير (لاعب كرة قدم أمريكية)
سيمون فرازير (بالإنجليزية: Simon Fraser)‏ هو لاعب كرة قدم أمريكية أمريكي، ولد في 27 مارس 1983 في أوبير أرلينغتون في الولايات المتحدة.

## وصلات خارجية
- سيمون فرازير على موقع مرجع كرة القدم المحترفة.كوم (الإنجليزية)